# Beşikdüzü (district)
Beşikdüzü is een Turks district in de provincie Trabzon en telt 21.149 inwoners (2007). Het district heeft een oppervlakte van 62,9 km². Hoofdplaats is Beşikdüzü.
De bevolkingsontwikkeling van het district is weergegeven in onderstaande tabel.
| 1997   | 2000   | 2007   |
| ------ | ------ | ------ |
| 40.695 | 47.331 | 21.149 |